# 九子母属
九子母属（学名：Dobinea）是九子母科下的一个属。该属共有2种，分布于印度东北部、锡金和尼泊尔等地。